# 식물본초
《식물본초》(食物本草)는 보물 제1227호로 지정된 책이다. 이 책은 명나라 세종 5년, 즉 조선 중종 21년 요문청 등의 서문을 붙여 간행한 것을 중종 ~ 명종 사이(1526년 ~ 1566년)에 다시 갑진자판(甲辰字板 : 1484년에 만든 동활자)으로 간행한 전문 의학서이다. 각 류에는 조목마다 해당 식물의 맛·본성·이익·독성 등을 적어놓았다. 희귀본 의서로서 의학 및 서지학 연구에서 귀중하게 쓰이는 자료이다.